# キャロル・サッチャー
キャロル・サッチャー（Carol Thatcher、1953年8月15日 - ）は、イギリスのジャーナリスト、作家。母は首相のマーガレット・サッチャー、父は実業家のデニス・サッチャー。カーレーサー、実業家のマーク・サッチャーは双子の弟である。

## 前半生
ロンドンにて双子の弟であるマークと共に、出産予定日より6週間早く帝王切開で生まれる。母マーガレットによると、父デニスが初めて我が子を見るや否や、「何てこったい、兎みたいだ。元に返してくれよ」と述べたという。
マーガレットが1959年の総選挙でフィンチレー選挙区から出馬し初当選を果たすと、翌年にはハートフォードシャーの女子全寮制学校クイーンズウッドスクールへ入学、次いでセントポール女子学校に籍を置くこととなる。
その後、ユニヴァーシティ・カレッジ・ロンドン法学部を卒業する。1977年にはオーストラリアへ移住し、ジャーナリスト活動を開始した。2年後の1979年、マーガレットがイギリス初の女性首相に就くが、「貴女が首相の子弟となるためには、どんな誹謗中傷にも耐え、ユーモアのセンスを片時も忘れないように」と言明したという。

## ジャーナリスト時代
1977年から1979年までシドニー・モーニング・ヘラルドに勤務する傍ら、シドニーのテレビ局にレポーターとして番組出演する。イギリス帰国後もLBCやBBCラジオ4、テレビamでプレゼンテーターを務めた他、デイリー・テレグラフで旅行記を寄せている。しかし母が首相ということもあり、署名入り記事は一切載せなかった。
1983年に処女作『ある選挙の日記 キャンペーン中のマーガレット・サッチャーと共に』を刊行、次いで3年後の1986年には女子プロテニス選手クリス・エバートとの共著『ロイドの上のロイド』を世に出す。後者は初のベストセラーとなった。ベストセラーを記録した著書としては、この他に父デニスの伝記『胸壁の下で』（1996年）がある。2003年、チャンネル4でデニスについてのドキュメント番組『マギーと結婚して』を手掛けた。また、デニスの生涯唯一のインタビューも行っており、放映直後にデニスが死去した。
母マーガレットに関しては、2008年9月4日に『金魚鉢の中でもがきながら ある追想録』を上梓、健康状態の悪化や認知症初期にあることを明らかにしている。このように新聞・雑誌のみならず、テレビ出演などフリーランスのジャーナリストとして多方面で活躍している。

### ザ・ワン・ショー
2006年から2009年までBBC1の『ザ・ワン・ショー』に出演した。2009年2月3日、同年の全豪オープンにて、アフリカ系フランス人プロテニス選手のジョー＝ウィルフリード・ツォンガに対する差別発言が国内のメディアで報じられる。『タイムズ』の記事によると、ツォンガのことを「ゴリウォーグのハーフ」や「ゴリウォーグのカエル野郎」と詰ったという。発言時プレゼンテーターのエイドリアン・チルズや女性コメディアンのジョー・バンドの他、ジャーナリストやゲストが数名居合わせている。
事態を重く見たBBCは、当該発言を謝罪しなければ同番組の降板もあり得ると発表した。しかしキャロルは謝罪を拒否し、番組降板を余儀無くされた。

## リアリティ番組

### 私はセレブ。ここから出して!
2005年11月、ITVのリアリティ番組『私はセレブ。ここから出して!』第5シリーズに仲間のセレブリティ多数と出演した。同番組はオーストラリアの熱帯雨林で少なくとも1週間、最低限の食料のみで過ごすというものであった。密林滞在中は昆虫やカンガルーの睾丸を口にせざるを得なかったものの、勝者となり第2代「密林の女王」の名を得る。

### 100%イギリス人
リアリティ番組『100%イギリス人』が2006年11月13日にDNA調査を実施した。ベドウィンの血を引くか、祖先が古代メソポタミアかアッシリアの砂漠にて農業を営んでおり、その後イラク全土や現在のトルコやシリア、イランの大部分へと足を伸ばしたのではないかとの結果が放映された。

## 私生活
保守党所属の政治家ジョナサン・エイトケンとの熱愛が報じられるも、1979年の総選挙で同党が躍進した直後に破局した。破局はエイトケンが大臣職を忌避したためとされており、母でもあるサッチャー首相が閣僚に「キャロルを泣かせる」男に仕事を与えるのであれば、悲惨な目に遭うと伝えたからともという。
1992年以降はスイスのスキー・インストラクターであるマルコ・グラスと交際している。同国のスキーリゾート地であるクロスタースとロンドンとを往復する生活を送っている。未婚であり「私は永遠に独身でいたい。その方が私に合っている」とまで述べている。